# Henry Hamilton Johnston

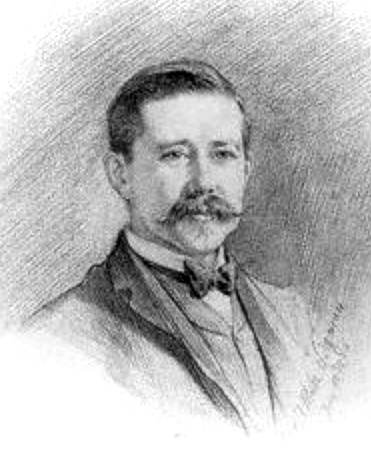
Henry Hamilton Johnston (1894)

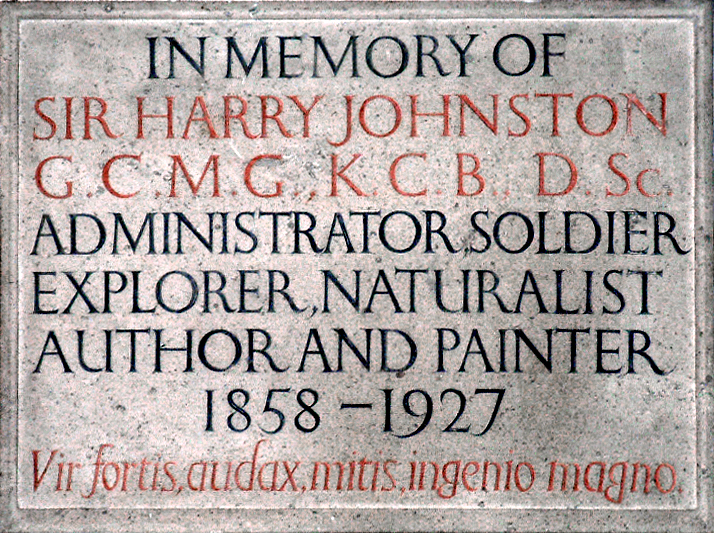
Memorial

Sir Henry Hamilton Johnston, GCMG, KCB (auch Sir Harry Johnston; * 12. Juni 1858 in London; † 31. Juli 1927 in Worksop, Nottinghamshire) war ein englischer Afrikaforscher.

## Leben
Johnston studierte Zoologie und Fremdsprachen. Später begann er ein Zeichenstudium, während dessen er zwei Jahre in Frankreich verbrachte, und ging 1876 aus Reiselust nach Portugal und Spanien.
1882 schloss er sich dem Earl of Mayo an, der Westafrika erkunden wollte. Man ging nach Mossamedes, Humpata und den Fluss Kunene hinauf. Auch bereiste die Gruppe den Kongo von seiner Mündung bis hinauf nach Stanley Pool und Bolobo. 1884 unternahm er im Auftrag der Royal Geographical Society in London die wissenschaftliche Erforschung der Fauna und Flora des Kilimandscharo in Ostafrika. Hier bestieg er den Kibo bis auf 5.090 Meter Höhe.
1885 wurde Johnston Vizekonsul in Kamerun, später auch im so genannten Ölflussdistrikt, der 1891 in Oil Rivers Protectorate umbenannt wurde. 1889 wurde in der gleichen Stellung nach Mosambik gesandt. Hier untersuchte er den Leopoldsee (oder Rikwa). 1891–94 wirkte er als britischer Kommissar für Zentralafrika und sorgte für die Sicherheit der Verkehrswege am Njassasee.
1897 wurde er zum britischen Generalkonsul von Tunis ernannt, 1899 zum britischen Kommissar und Generalkonsul des neuen Protektorats Uganda. 1900 erstieg er den Ruwenzori bis auf 4.500 Meter. Im Frühjahr 1902 zog er sich aus dem diplomatischen Dienst zurück. Ein kurzer Zwischenaufenthalt in Liberia, wo er sich für wirtschaftlichen und politischen Fortschritt engagierte, schloss seine Zeit in Afrika ab.
Seine anschließenden politischen Ambitionen in England konnte er nicht umsetzen, da er in zwei Wahlen (1904 und 1906) seinem Gegenkandidaten unterlag.
Henry Hamilton Johnston starb am 31. Juli 1927.

## Ehrungen
Während seines Aufenthalts im Kongogebiet hat Johnston im Jahr 1900 unter anderem das Okapi entdeckt. Es trägt auch seinen Namen (Okapia johnstoni). Auch eine Unterart eines Klees (Trifolium burchellianum subsp. johnstonii) ist nach ihm benannt.

## Auszeichnungen

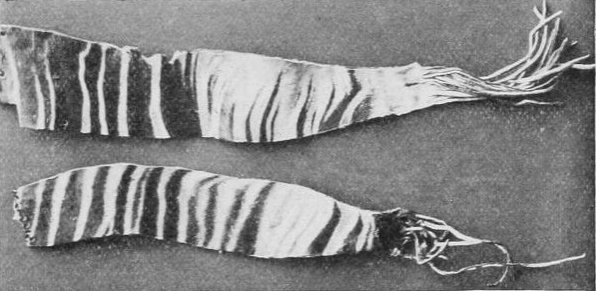
Die beiden von Johnston nach Hause gesandten Bänder aus Okapifell, die er ursprünglich noch als von einer neuen Zebraart stammend ansah.

- 1896 – Knight Commander des Order of the Bath
- 1901 – Knight Grand Cross des Order of St Michael and St George
- 1901 – Neue Tierart – Entdecker des Jahres (Okapi)
- 1902 – Goldmedaille der Zoological Society of London
- 1902 – Ehrendoktor der Universität Cambridge

## Werke
- The river Congo from its mouth to Bolobo. London (1884)
- The Kilima-Njaro expedition. London (1886)
- Livingstone and the exploration of Central Africa. London (1891)
- British Central Africa. London (1897)
- A history of the colonization of Africa by alien races. Cambridge (1899)
- The Uganda Protectorate. 2 Bde. London (1902)
- Liberia. London (1906)
- George Grenfell and the Congo. London (1908)